# Macromia siamensis
Macromia siamensis — вид бабок родини Macromiidae. Описаний у 2022 році.

## Етимологія
Видова назва siamensis вказує на країну типового місцезнаходження виду — Таїланд (стародавня назва — Сіам).

## Поширення
Ендемік Таїланду. Типові зразки зібрані в місцевості Банлуанг в окрузі Чомтонг провінції Чіангмай на північному заході країни.